# Prokopievskioidea
De Prokopievskioidea zijn een superfamilie van uitgestorven tweekleppigen uit de orde Myalinida.